# Storm (rockgrupp)
Storm var en musikgrupp som grundades av Jacques Werup och Rolf Sersam i Malmö 1973. 
På bandets första album "Stormvarning" har Werups svenskspråkiga texter ett socialistiskt budskap, men man eftersträvade även en progressiv musik, vilken i huvudsak skrevs av Rolf Sersam. Ek och Karlberg ersattes av Lasse Berggrensson och Percy Malmqvist, som båda hade spelat med Holmqvist i Troublemakers. Det andra albumet har engelskspråkiga texter och något mindre experimentell musik. På det tredje albumet "Casanova i Mjölby" som utgavs 1977 medverkar även Stefan Berggrensson och Håkan Nyberg från Lotus. Det är ett svenskspråkigt konceptalbum som berättar en anakronistisk historia om Giacomo Casanova som 1977 kommer till en svensk småstad för att bevittna ett samhälle i förfall. Kort därefter upplöstes bandet, men Werup samarbetade senare med medlemmarna på flera soloalbum. De tre albumen var producerade av bandet och Gunnar Lindqvist.

## Medlemmar
- Jan Ek (sång, percussion)
- Jacques Werup (saxofon, flöjt, sång)
- Bengt "Mulle" Holmqvist (gitarr, bas, keyboards, trumpet, sång)
- Christer Karlberg (gitarr)
- Rolf Sersam (keyboards, bas, saxofon, cittra, percussion, sång)
- Peter Winberg (trummor, sång)
- Lasse Berggrensson (sång)
- Percy Malmqvist (bas, sång)
- Stefan Berggrensson (bas, sång)
- Håkan Nyberg (trummor)

## Diskografi
- 1974 – Stormvarning (Harvest 062-35010)
- 1975 – Storm at the Top (Harvest 062-35179)
- 1977 – Casanova i Mjölby (Harvest 062-35324)